# Neoitamus univittatus
Neoitamus univittatus är en tvåvingeart som först beskrevs av Friedrich Hermann Loew 1871.  Neoitamus univittatus ingår i släktet Neoitamus och familjen rovflugor. Inga underarter finns listade i Catalogue of Life.